# DUNE
Dune är det debutalbumet av L'Arc-en-Ciel. Det gavs ut 27 april 1993 på Danger Crue Records.
 En nyversion med tre extra låtar utsläppt 21 april 2004 för att fira skivans 10-årsjubileum.

## Låtlista
| Nr | Titel                                                          | Musik *       |
| -- | -------------------------------------------------------------- | ------------- |
| 1  | Shutting from the Sky                                          | L'Arc-en-Ciel |
| 2  | Voice                                                          | Ken           |
| 3  | Taste of Love                                                  | Ken           |
| 4  | Entichers (Till ett Passande Galet för Person Om det)          | Hyde          |
| 5  | Floods of Tears                                                | Tetsu         |
| 6  | Dune                                                           | Tetsu         |
| 7  | Be Destined                                                    | Ken           |
| 8  | Tsuioku no Joukei (追憶の情景 En Plats av Erinringen?)         | L'Arc-en-Ciel |
| 9  | As if in a Dream                                               | Ken           |
| 10 | Ushinawareta Nagame (失われた眺め Beskåda Som var Borttappad?) | Ken           |
| 11 | Floods of Tears (Single Version) **                            | Tetsu         |
| 12 | Yasouka (夜想花 Natten Trängtar Blomman?) **                   | Ken           |
| 13 | Yokan (予感 Känsla?) **                                        | Ken           |

* Alla text vid Hyde.
 ** 10th Anniversary Edition endast.